# William Erskine, 8. Earl of Buchan
William Erskine, 8. Earl of Buchan (* nach 1655; † 1695 in Stirling Castle), war ein schottischer Adliger.

## Leben
Sein Vater war James Erskine, 7. Earl of Buchan, seine Mutter war Marjory, eine Tochter von William Ramsay, 1. Earl of Dalhousie. Mit dem Tod seines Vaters erbte er dessen Titel Earl of Buchan und Lord Auchterhouse.
Mit einer Urkunde, die von ihm 1677 ausgestellt wurde und testamentsartige Eigenschaften aufwies, regelte er die Erbfolge neu. Ungewöhnlich dabei war, dass einige erbberechtigte Linien seiner Verwandtschaft ausgeschlossen wurden; noch ungewöhnlicher war die Bestätigung dieser Urkunde von Seite der Krone im folgenden Jahr. 
Während der Revolution von 1688 unterstützte er Jakob II. aktiv. Nach dessen Sturz in 1689 wurde er auf Veranlassung von Wilhelm III. in Stirling Castle inhaftiert, wo er nach sechsjähriger Haft starb.
Er war einmal verheiratet. Die Ehe, geschlossen am 4. September 1683 mit Marjory Foulis, Countess of Morton, Witwe des William Douglas, 9. Earl of Morton, blieb kinderlos; Marjory starb im Jahr 1689. Williams Tod ohne legitimen Nachfolger führte zu einem Rechtsstreit. Die Familie Fraser of Inverallochy, in die seine älteste Schwester Margaret eingeheiratet hatte, beanspruchte Titel und Erbe für sich. Dieser Streit wurde vom Parlament im Jahr 1698 in Anlehnung an die alten Erbfolgeregelungen gegen diese Ansprüche entschieden; Gewinner dabei war David Erskine, 4. Lord Cardross, ein Großneffe von James Erskine, 6. Earl of Buchan. 